# Лопатино (Вадінський район)
Лопа́тино (рос. Лопатино) — присілок у складі Вадінського району Пензенської області, Росія.
Населення — 164 особи (2010; 197 у 2002).
Національний склад станом на 2002 рік:
- росіяни — 94 %